# جامعة كيبيك في تروا ريفيير
جامعة كيبيك في تروا ريفيير هي جامعة عامة في كندا تأسست عام 1969. تقع في مدينة تروا ريفيير، كيبك. الجامعة لديها 14510 طالبا يتوزعون على 8 جامعات مختلفة، بما في ذلك مركزها الرئيسي في تروا ريفيير. حوالي 1000 من الدارسين يأتون من الخارج، من 60 بلدا مختلف.

## إحصائيات
يبلغ عدد طلاب الجامعة 10610 طالب، منهم 1450 طالب دراسات عليا.